# Mazerolles-Einheit
Die Mazerolles-Einheit ist eine tektonische Deckeneinheit in der Haute-Charente am Nordwestrand des französischen Massif Central.

## Etymologie
Die Mazerolles-Einheit ist nach der französischen Gemeinde Mazerolles im Département Charente benannt.

## Geographie

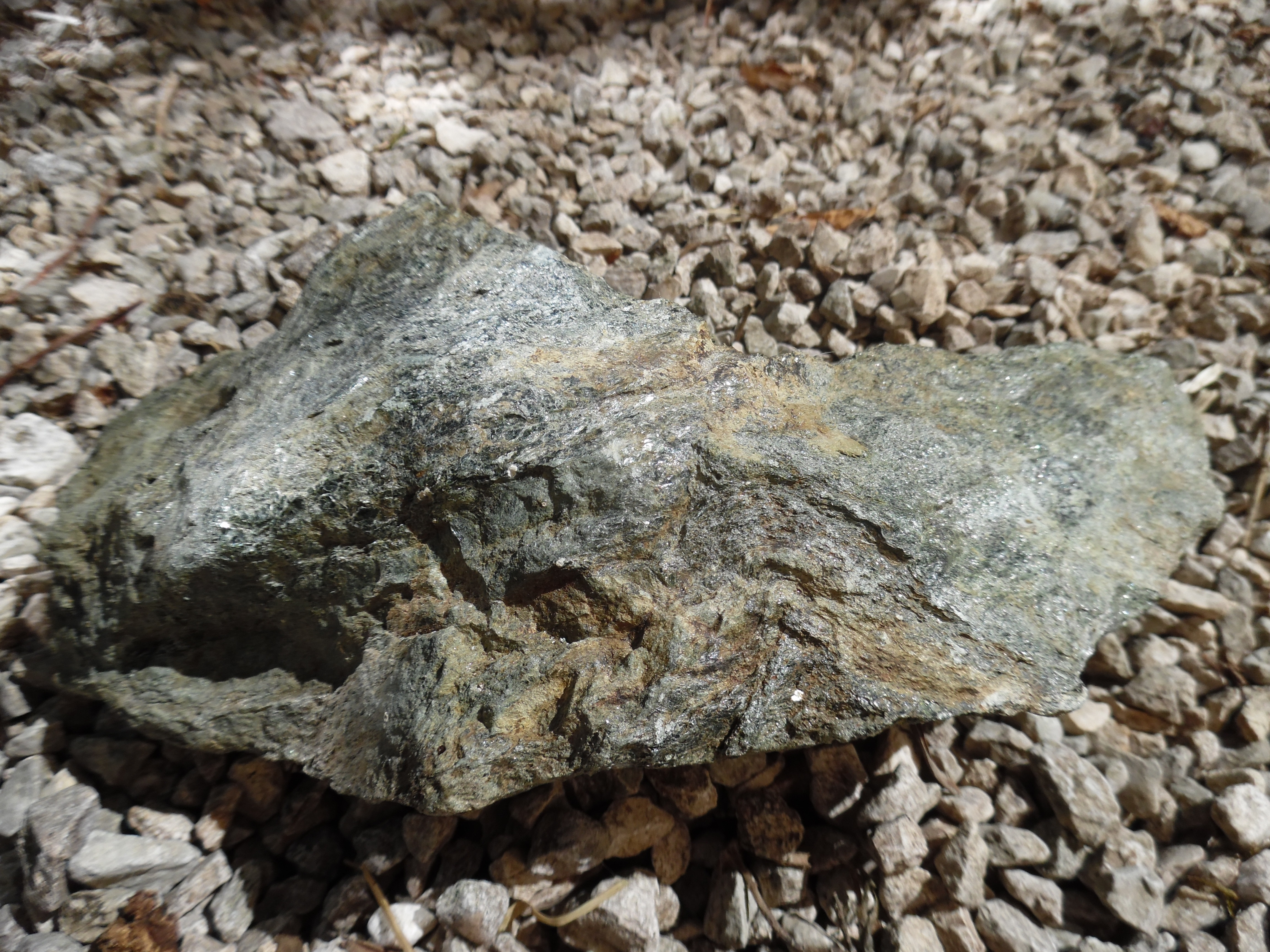
Stark tektonisch beanspruchter Glimmerschiefer der Mazerolles-Einheit

Die Mazerolles-Einheit ist in einem rund 10 Kilometer langen und 6 Kilometer breiten, schmalen, nach Norden spitz zulaufenden Dreieck aufgeschlossen. Es liegt am Westrand des Zentralmassivs und taucht nach Westen unter die jurassischen Decksedimente des nördlichen Aquitanischen Beckens ab. Im Süden wird es in Nordostrichtung von der Le-Lindois-Störung gegenüber dem Saint-Mathieu-Leukogranit und von der Orgedeuil-Störung gegenüber rekristallisiertem Jura abgeschnitten. Die Ostbegrenzung zu Paragneisen der Unteren Gneisdecke folgt der Nordsüdrichtung von Cherves-Châtelars nach Le Lindois. Zwei kleinere Ausleger von etwas über einem Kilometer Länge und rund 500 Meter Breite finden sich nördlich von Le Lindois inmitten der Paragneise. Ein kleines abgetrenntes südliches Vorkommen erscheint inmitten der planaren Fazies des Saint-Mathieu-Leukogranits (Roussines-Granit) bei La Forge in der Nähe von Montbron auf der rechten Talseite der Tardoire.

## Geologie

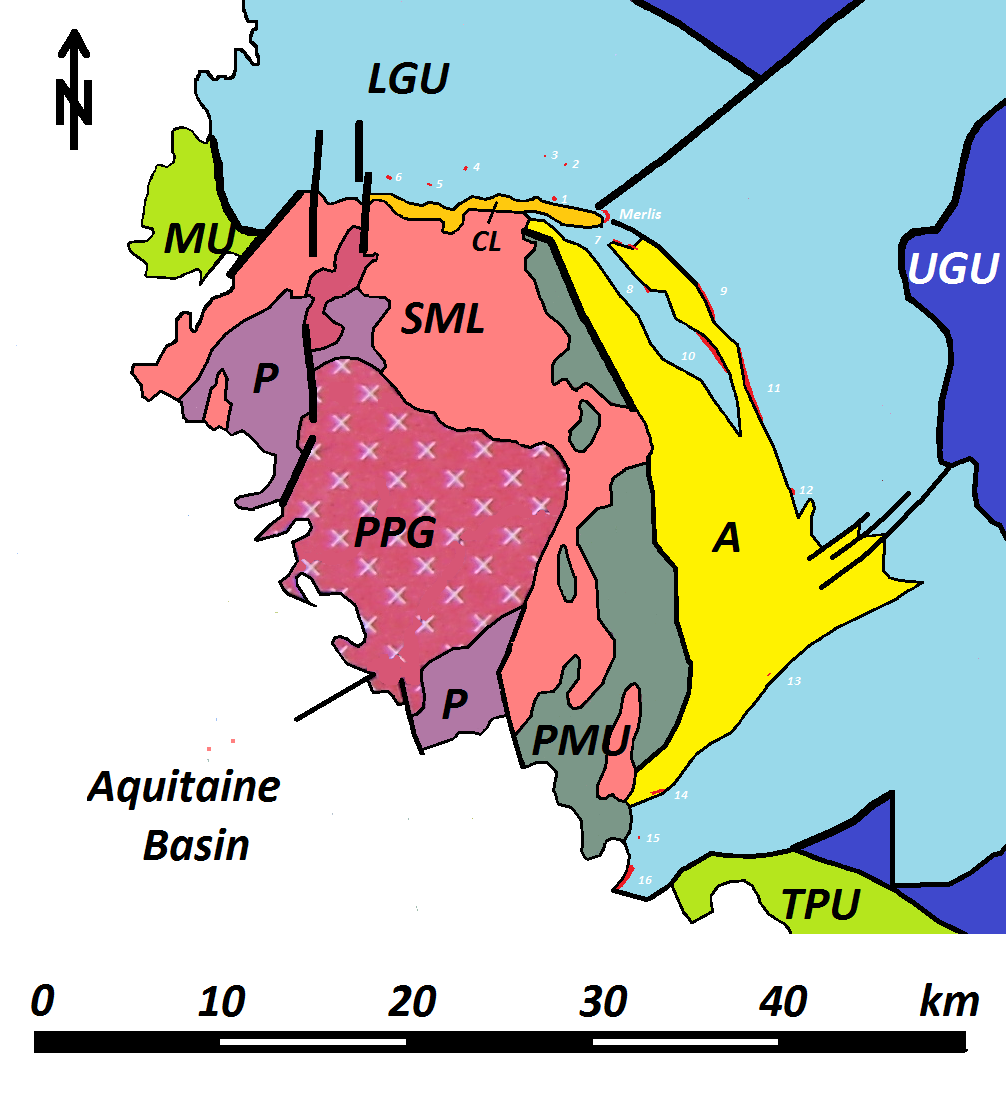
Geologische Übersichtskarte des Saint-Mathieu-Doms mit den ihn umgebenden Decken

Die Mazerolles-Einheit, auch als Mazerolles-Glimmerschiefer oder Mazerolles-Formation bezeichnet, wird vorwiegend aus Glimmerschiefern und quarzreichen Glimmerschiefern aufgebaut. Aufgrund ihrer tektonischen Position und ihres relativ niedrigen Metamorphosegrades wird sie als ein seitliches Äquivalent der Thiviers-Payzac-Einheit (TPU) angesehen. Sie zeigt insbesondere Ähnlichkeiten mit dem Semblat-Schiefer im Synklinal am Puy des Ages bei Payzac. Im Deckenstapel des Limousins kommt sie somit im Hangenden der beiden Gneisdecken zu liegen. Auf der gegenüberliegenden geologischen Karte des Saint-Mathieu-Doms ist ihre Lage in grüner Farbe als MU ausgewiesen.

## Petrologie
Neben Glimmerschiefern und quarzreichen Glimmerschiefern treten auch dunkle bis schwarze,  graphitreiche Einschaltungen im Zentimeter- bis Dezimeterbereich auf. Letztere sind oft mit Sulfiderzen assoziiert und repräsentieren ehemalige organische Zwischenlagen in den ursprünglich tonigen und siltigen Sedimenten.
Bei den Glimmerschiefern lassen sich zwei Fazies unterscheiden. Es überwiegt eine grau-grünliche, auf den Schieferungsflächen seidig glänzende Fazies. Sie zeigt westlich von Mazerolles eine sehr feine Wechsellagerung von glimmer- und quarzreichen Niveaus. Diese stellen die ursprüngliche Schichtung (S 0) dar und können mit der Schieferung (S 1) einen schrägen Winkel bilden. Untergeordnet erscheint eine grauschwarze bis dunkle, feinkörnige, recht massiv wirkende Fazies, die in die graugrüne Fazies bankweise eingeschaltet ist. Ihr Glimmergehalt ist wesentlich niedriger. Die Faziesübergänge sind progressiv, erfolgen aber dennoch recht rasch.
Eingeschlossen innerhalb der Glimmerschiefer finden sich linsige Züge des anatektischen Roussines-Granits westlich von Le Lindois und südlich von Montembœuf. Sie erreichen bis zu 1,5 Kilometer Länge und streichen vorwiegend Nordwest bis Nordnordwest. Auch bis zu einem Kilometer lange Graphitgänge sind vorhanden, mit vorwiegender Streichrichtung Nordost, Nord und Nordwest. Zwei Quarzgänge im Kilometerbereich ziehen nach Nordnordwest.

### Mineralogie
Die mineralogische Zusammensetzung der graugrünen Glimmerschiefer mit lepidoblastischer Struktur  beruht auf den Mineralen Quarz, Muskovit und Biotit sowie akzessorischem Turmalin, Zirkon und Opakmineralen. Metamorphe Bildungen sind Granat, Staurolith und Chlorit. Chlorit ist ein Alterationsmineral, hervorgegangen aus Biotit und Granat. All diese Minerale treten auch in der dunklen Fazies auf, die aber überdies noch Plagioklas (gewöhnlich serizitisiert), Apatit, Pyrit und Graphit enthält.

### Geochemie
Folgende Analysen sollen die chemische Zusammensetzung der Mazerolles-Einheit verdeutlichen. Zum Vergleich sind zwei Analysen der Parautochthonen Glimmerschiefereinheit PMU sowie eine Analyse des Roussines-Granits hinzugefügt:
| Oxid Gew. % | Mazerolles Glimmerschiefer 1 | Mazerolles Glimmerschiefer 2 | Mazerolles Glimmerschiefer 3 | Mazerolles Quarz-Glimmerschiefer | Parautochthoner Glimmerschiefer | Parautochthoner Quarz-Glimmerschiefer | Roussines- Granit |
| ----------- | ---------------------------- | ---------------------------- | ---------------------------- | -------------------------------- | ------------------------------- | ------------------------------------- | ----------------- |
| SiO2        | 62,50                        | 67,90                        | 71,00                        | 64,80                            | 58,30                           | 65,05                                 | 71,94             |
| TiO2        | 0,80                         | 0,69                         | 0,75                         | 0,60                             | 0,95                            | 0,82                                  | 0,16              |
| Al2O3       | 17,86                        | 15,85                        | 15,49                        | 14,74                            | 20,90                           | 17,00                                 | 15,32             |
| Fe2O3       | 1,89                         | 1,44                         | 1,03                         | 1,03                             | 2,46                            | 2,32                                  | 0,98              |
| FeO         | 4,66                         | 3,50                         | 4,11                         | 3,00                             | 5,40                            | 4,24                                  | 0,14              |
| MnO         | 0,13                         | 0,08                         | 0,10                         | 0,07                             | 0,39                            | 0,32                                  | 0,06              |
| MgO         | 2,19                         | 1,72                         | 2,20                         | 1,39                             | 2,20                            | 2,15                                  | 0,38              |
| CaO         | 1,05                         | 1,35                         | 1,78                         | 1,37                             | 1,06                            | 1,27                                  | 0,84              |
| Na2O        | 2,48                         | 2,87                         | 3,42                         | 3,72                             | 0,91                            | 1,87                                  | 4,00              |
| K2O         | 3,08                         | 2,85                         | 2,00                         | 1,99                             | 4,15                            | 3,43                                  | 5,40              |
| P2O5        | 0,14                         | 0,10                         | 0,00                         | 0,08                             | 0,13                            | 0,22                                  | 0,08              |
| H2O−        | 0,10                         | 0,11                         |                              | 0,02                             | 0,06                            | 0,03                                  | 0,32              |
| H2O+        | 2,94                         | 1,70                         | 1,15                         | 1,18                             | 2,60                            | 1,63                                  | 1,11              |

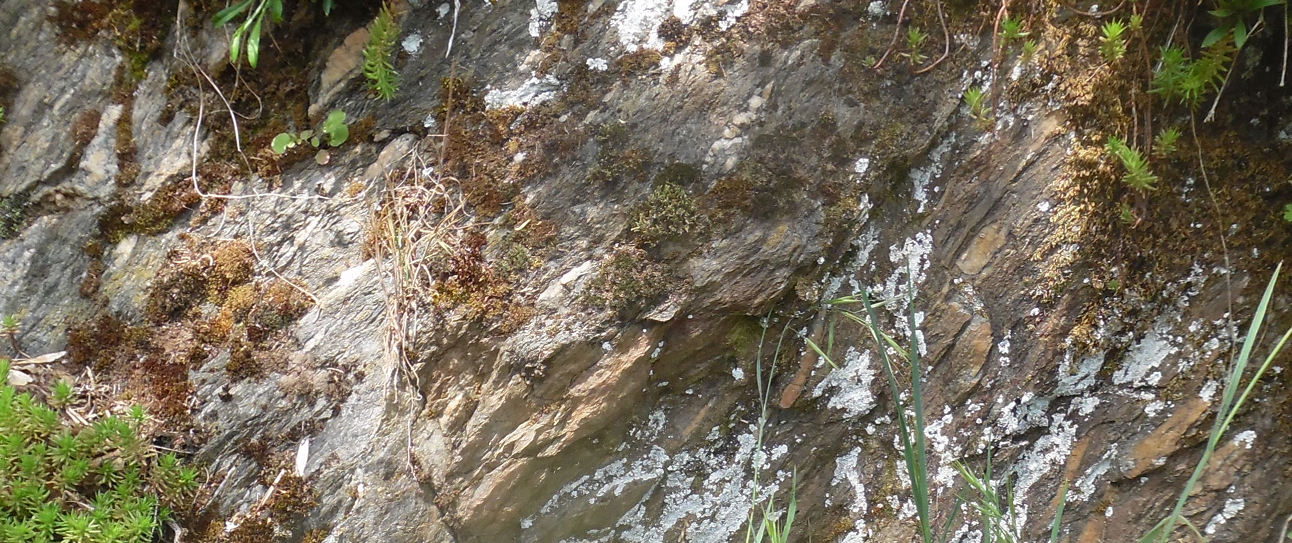
Nach Nordwesten einfallender Mazerolles-Schiefer bei La Forge, Montbron. Erkennbar die linsige Absonderung von Exsudationsquarz.

Der SiO2-Gehalt der Mazerolles-Einheit schwankt zwischen 62,5 und 71 Gewichtsprozent, sie besitzt somit sauren bzw. felsischen Charakter. Mit rund 15 bis 18 Gewichtsprozent Al2O3 sind die Gesteine recht reich an Aluminium. Der Gesamteisengehalt schwankt zwischen 4 und 6,5 Gewichtsprozent und ist niedriger als in den parautochthonen Glimmerschiefern. Die Alkalien Na + K betragen um 5,5 Gewichtsprozent. Die parautochthonen Glimmerschiefer unterscheiden sich durch ihr höheres TiO2, MnO und P2O5.

## Metamorphose
Die westlichen zwei Drittel der Mazerolles-Einheit befinden sich in der Biotit-Almandin-Zone, wohingegen der Randbereich zur Staurolith-Almandin-Zone zu rechnen ist. Beide Zonen werden durch den Staurolith-Isograd getrennt, dessen Überschreiten das Eintreten in hochgradige metamorphe Bedingungen der Amphibolitfazies anzeigt. Der Randbereich zur Unteren Gneisdecke, die bereits der Sillimanit-Zone angehört, ist folglich höher metamorph als der mittelgradige  Westabschnitt.

## Tektonik

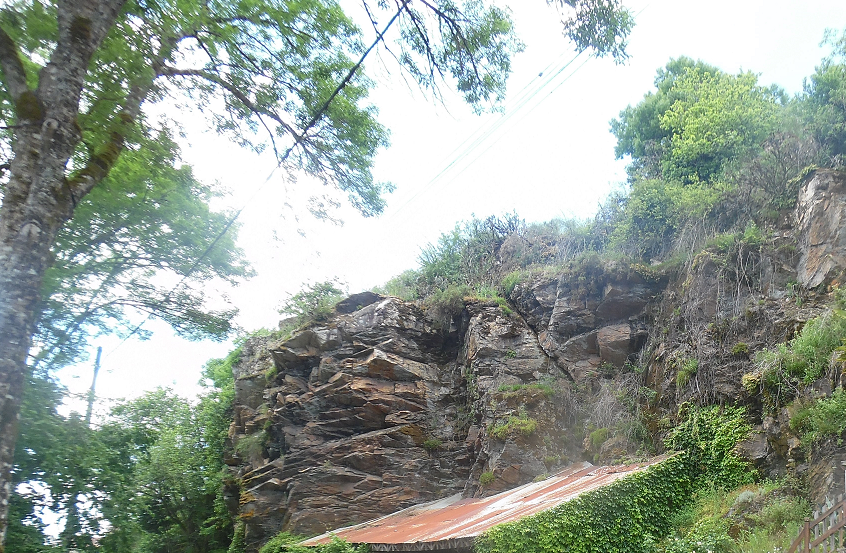
Mazerolles-Schiefer am rechten Rand der Tardoire bei La Forge, Montbron.

Die Schieferung der Glimmerschiefer liegt relativ flach und fällt durchschnittlich mit 20° nach Nordwest ein (Streubreite 0 bis 50 °). Faltenbau – gelegentlich sogar isoklinal – und Kleinfältelung lassen sich beobachten. Die Faltenachsen sind horizontal und nach Ostsüdost und Nordnordwest ausgerichtet. Bei der Kleinfältelung verlaufen die Achsen ebenfalls mehr oder weniger horizontal, zeigen aber nach Nordost und Nordwest – und stehen somit senkrecht aufeinander. Von der Kleinfältelung werden vor allen Dingen die glimmerreichen Partien betroffen – so findet sich in den Scharnieren Muskovit. Die Le-Lindois-Störung ist in mehrere Äste aufgespaltet und kataklastisch-brekziös bis mylonitisch ausgebildet.